# Круглоязычные
Круглоязычные, или дискоязычные (лат. Alytidae) — одно из самых архаичных семейств бесхвостых земноводных, существующее ещё с юрского периода. Предполагается, что это была одна из первых групп бесхвостых земноводных, так как у них ещё нет основного признака бесхвостых — подвижного языка.

## Описание
Общая длина представителей этого рода колеблется от 3 до 10 см. Название происходит от округлой формы толстого языка, нижняя сторона которого почти полностью прирастает ко дну рта. Язык толстый и малоподвижный, для охоты не используется. Верхняя челюсть с зубами. Задние конечности с перепонками между пальцами.

## Образ жизни
Населяют лесистые и скалистые места. Встречаются вблизи небольших водоёмов. Питаются преимущественно беспозвоночными и ракообразными.

## Распространение
Ареал семейства охватывает Западную Европу, северо-западную Африку, Израиль, и, возможно, Сирию.

## Классификация
На январь 2023 в семейство включают 3 рода и 12 видов:
- Alytes Wagler, 1830 — Жабы-повитухи (6 видов)
- Discoglossus Otth, 1837 — Дискоязычные лягушки (5 видов)
- Latonia Meyer, 1843 (1 вид)

Ископаемые виды:
- †Paralatonia transylvanica — ископаемый вид лягушек живших около 70 млн лет назад на территории Румынии. Описан в 2003 году на основе фрагментов конечностей[5].
- †Eodiscoglossus oxoniensis — ископаемый вид лягушек средних размеров, живших в средней юре.

## Галерея

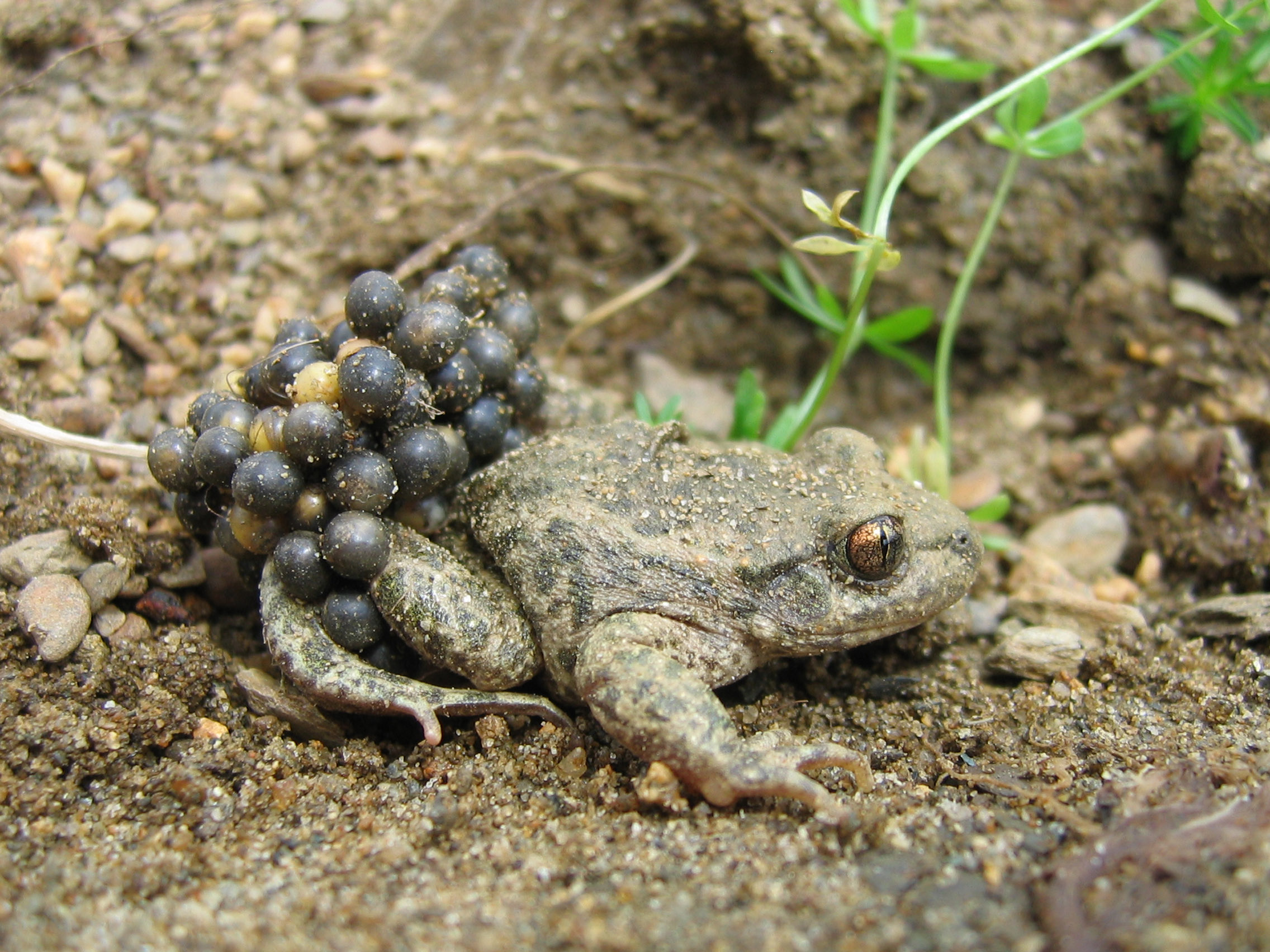
Обыкновенная жаба-повитуха Самец с икрой
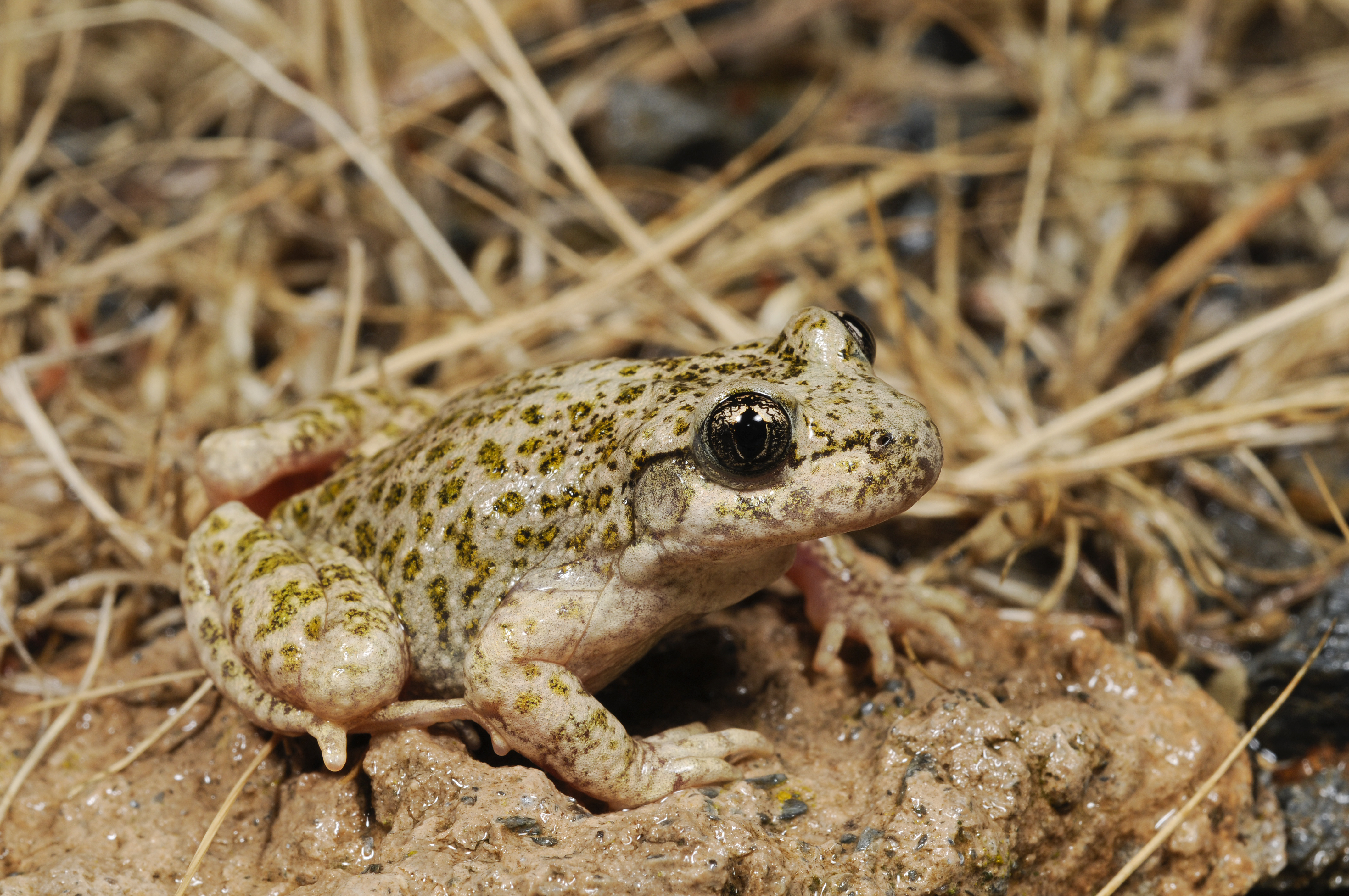
Провинциальная жаба-повитуха
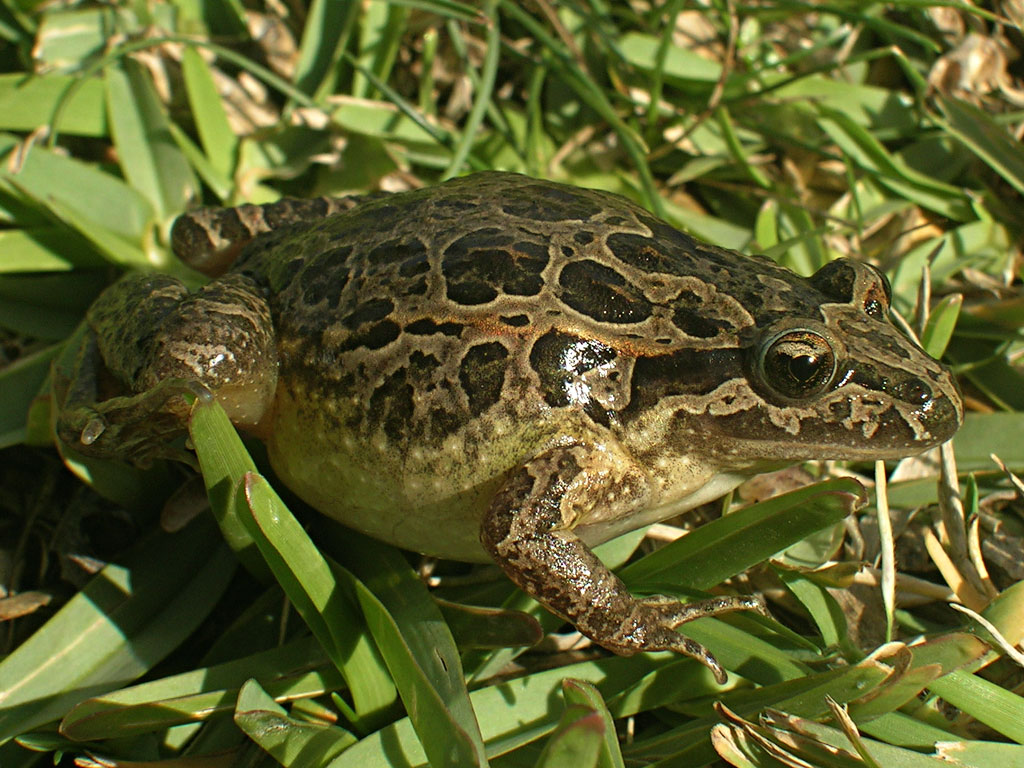
Discoglossus galganoi
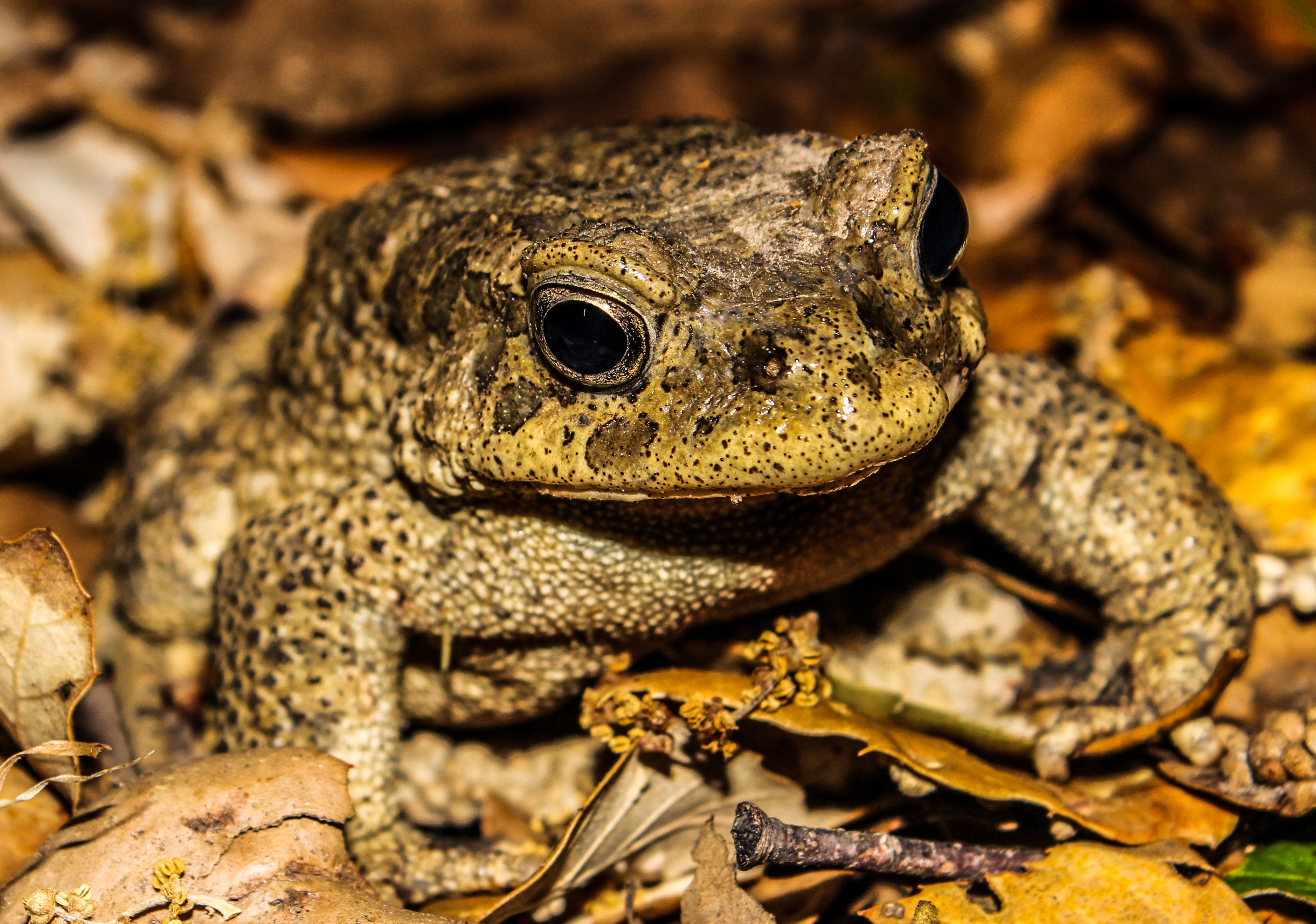
Расписная дискоязычная лягушка